# ريموند برانجيه الرابع
ريموند برانجيه الرابع (19 أغسطس 1113 - 6 أغسطس 1162م) هو كونت برشلونة بين عامي 1113 و1162، عمل على إنشاء اتحادٍّ بين كونتية برشلونة ومملكة أراغون لتشكيل تاج أراغون.

## بداية الحكم
ورث ريموند الرابع حكم دولته عن والده ريموند برانجيه الثالث، في 19 من أغسطس عام 1131. وقد خطب في 11 من أغسطس عام 1137 (عندما كان في الرابعة والعشرين من عمره) إلى بيترونيلا ملكة أراغون الطفلة، والتي كان عمرها عاماً واحداً آنذاك. وكان والد بيترونيلا وهو راميرو الثاني ملك أراغون قد أراد من ذلك الاستعانة بكونتية برشلونة ضدَّ ألفونسو السابع، إلا إنَّه انعزل عن العامة في 13 من نوفمبر عام 1137، وترك تدبير شئون الحكم في أراغون لابنته بيترونيلا وزوجها ريموند الرابع. بالنتيجة أصبح ريموند حاكم أراغون، رغم أنه لم يُتوَّج ملكاً لها قطّ، ولذا عادة ما كان يطلق عليه لقب كونت برشلونة وأمير الأراغونيّين (بالكتالانية: Comes Barcinonensis et Princeps Aragonensis). كان ريموند الرابع آخر حاكم كتالاني يستعمل لقب الكونت كلقبٍ أساسيّ له، وبدءاً من عهد ابنه ألفونسو الثاني ملك أراغون أصبح حكام كتالونيا وأراغون يستعملون لأنفسهم لقب ملك أراغون.
اشترطت المعاهدة التي أبرمت بين ريموند الرابع وراميرو الثاني (ملك أراغون السابق) أن يتوارث أبناءهما حكم كلا الدولتين -أراغون وبرشلونة - معاً كدولة واحدة، وحتى لو ماتت بيترونيلا قبل اكتمال زواجها من ريموند فإنَّ أبناء هذا الأخير سيرثون حكم أراغون بكل الأحوال. في الآن ذاته، فإنَّ كلا الدولتين ستحتفظان بنوعٍ من الاستقلالية، حيث ستكون لهما قوانين ومؤسسات منفصلة، وحالة أشبه بالحكم الذاتي. يعتبر بعض المؤرّخين هذا النظام ذروة التطور السياسي في هسبانيا العصور الوسطى، حيث حازت كلا الدولتين قوة وأمناً أكبر، وحصلت أراغون على منفذٍ بحريّ ممتاز. ومن جهةٍ أخرى، فإنَّ تشكيل كيانٍ سياسي جديد في شمال شرق أيبيريا بالتزامن مع انسحاب البرتغاليّين من مملكة ليون في الغرب أعطى توازناً أكبر للقوى بين الممالك المسيحية في المنطقة.

## الحروب والحملات الصليبية

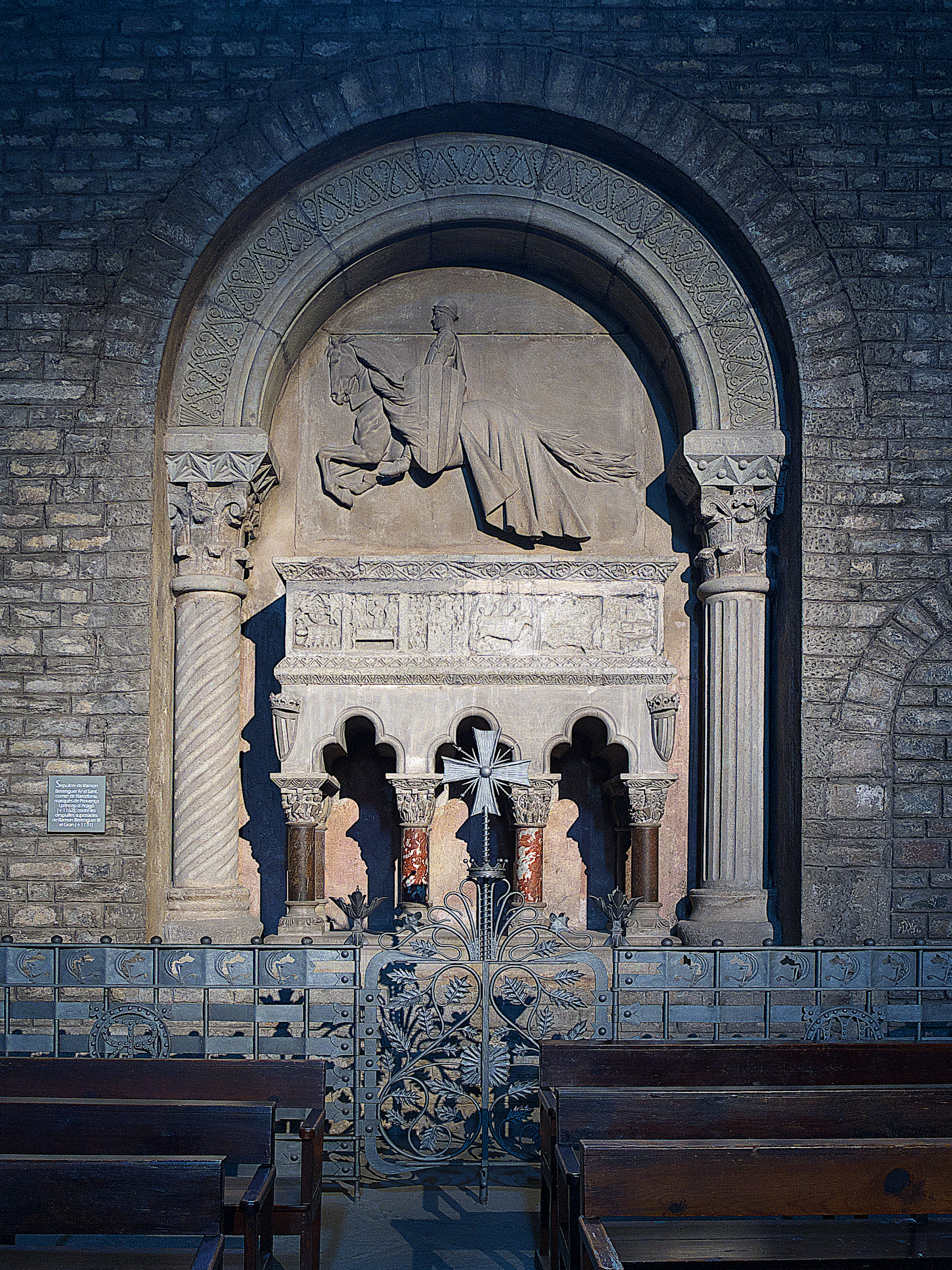
قبر ريموند برانجيه الرابع وأبيه الثالث في دير سانتا ماريا دي ريبوي.

حول ريموند برانجيه الرابع أنظاره - خلال منتصف حكمه - صوب الدول الإسلامية في جنوب الأندلس، وهي آنذاك دويلات ملوك الطوائف والمرابطين. ففي شهر أكتوبر من عام 1147، ساعد ريموند في دعم الحملة الصليبية الثانية بمعاونة قشتالة لغزو المرية، ثم بلنسية ومرسية، وفي شهر ديسمبر عام 1148 استولى على طرطوشة بعد حصارٍ دام خمسة شهور بمساعدةٍ من مسيحيّي جنوب فرنسا ونورماندي وجنوة. وفي العام التالي استولى على مدن لاردة وميكينينثا وفراغا الواقعة عند التقاء نهري أبرة وسيغري. وبحلول نهاية عهده كانت قد سقطت كامل كتالونيا الإسلامية.

## وفاته
توفي ريموند برانجيه الرابع في 6 من أغسطس عام 1162، في بييمونتي بإيطاليا، تاركاً لقب كونت برشلونة لابنه الأكبر الباقي ريموند برانجيه، وورث هذا بدوره لقب ملك أراغون بعد تنازل أمِّه بيترونيلا عنه له عقب سنتين من وفاة والده، وفي النهاية غيَّر اسمع إلى ألفونسو - اقتداءً بأصله الأراغوني - ليصبح ألفونسو الثاني ملك أراغون. وأما ابن ريموند الأصغر سناً وهو بيتر، فقد ورث كونتية سيردانيا والبلاد الواقعة شمال البرانس، فغيَّر هذا اسمه إلى ريموند برانجيه.